# 1,4-Dioxan-2-on
1,4-Dioxan-2-on (p-Dioxanon) ist das Lacton der 2-(2-Hydroxyethoxy)essigsäure und weist im Gegensatz zu dem isomeren 1,3-Dioxan-2-on – einem cyclischen Kohlensäureester (Carbonat) – eine intramolekulare Ester- und eine Ether-Funktion auf. Durch ringöffnende Polymerisation entsteht daraus Poly(p-dioxanon), das als bioabbaubares Implantatmaterial verwendet wird.

## Herstellung
Das gängige Verfahren zur Herstellung von 1,4-Dioxan-2-on ist die kontinuierliche Gasphasendehydrierung von Diethylenglycol an Kupfer- oder Kupferchromit-Katalysatoren bei Temperaturen bis 280 °C.
Dabei werden Ausbeuten bis 86 % erzielt. Die möglichst vollständige Abtrennung des überschüssigen Diethylenglycols ist kritisch für die Eignung des p-Dioxanons als Monomer. Durch Umkristallisation, Vakuumdestillation und Schmelzkristallisation bzw. Kombination der Methoden werden die erforderlichen Reinheiten von >99,5 % erzielt.
Aus dem Mononatriumsalz des Ethylenglycols und Natriummonochloracetat wird das Natriumsalz der 2-(2-Hydroxyethoxy)essigsäure gebildet. Nach Ansäuern mit methanolischer Salzsäure, Einengen und Abtrennen des entstandenen Natriumchlorids wird bei der Vakuumdestillation p-Dioxanon in 67%iger Ausbeute erhalten.
Eine weitere Alternative stellt die Oxidation von Methyldiglycol (2-(2-Methoxyethoxy)ethanol) zur 2-(2-Methoxyethoxy)essigsäure (3,6-Dioxaheptansäure) mit anschließender Etherspaltung an der endständigen Methoxygruppe dar. Die gebildete 2-(2-Hydroxyethoxy)essigsäure wird unter Wasserabspaltung zum Lacton p-Dioxanon cyclisiert.

## Eigenschaften
Reines 1,4-Dioxan-2-on ist ein weißer kristalliner Feststoff, der bei 28 °C schmilzt. Bereits geringe Verunreinigungen führen zu einem bei Raumtemperatur flüssigen Material, das sich in einer Reihe von Lösungsmitteln (Ketonen, Estern, Ethern, Alkoholen) löst und z. B. aus Ethylacetat umkristallisiert werden kann.

## Anwendungen
Bei der Oxidation von p-Dioxanon mit Salpetersäure oder Distickstofftetroxid entsteht in Ausbeuten bis 75 % Diglycolsäure.
In einer ringöffnenden Polymerisation reagiert das Lacton 1,4-Dioxan-2-on unter Katalyse mit organischen Zinn-Verbindungen, wie z. B. Zinndioctoat (Zinn(II)-2-ethylhexanoat), Dibutylzinndilaurat oder mit basischen Alkoxide, wie z. B. Aluminiumisopropoxid zu Poly-1,4-Dioxan-2-on,
einem bioabbaubaren, teilkristallinen und thermolabilen Polymer für industrielle und medizinische Anwendungen.
Bei Erhitzen über 100 °C tritt Depolymerisation zum Monomer p-Dioxanon ein.